# House in the Clouds
The House in the Clouds (engelsk for Huset i Skyerne) er et vandtårn i Thorpeness, Suffolk, England, som nu fungerer som beboelsesejendom. Huset blev bygget i 1923 for at forbedre byens skyline, som ikke harmonerede med den omkring 227 m3 store vandtank. I 1977 blev vandtårnets funktion overført til andre pumpesystemer, og i 1979 blev vandtanken fjernet og beboelsesarealet blev dermed udvidet til dets nuværende størrelse indeholdende fem værelser og tre badeværelser.
52°10′55″N 1°36′34″Ø / 52.18194°N 1.60944°Ø

## Fodnoter
1. ↑  "Hose in the Clouds historie". Arkiveret fra originalen 21. august 2007. Hentet 9. februar 2009.